# 20 de diciembre
El 20 de diciembre es el 354.º (tricentésimo quincuagésimo cuarto) día del año en el calendario gregoriano y el 355.º en los años bisiestos. Quedan 11 días para finalizar el año.

## Acontecimientos
- 69: ingresa en Roma el militar Marco Antonio Primo para reclamar el título de emperador de Vespasiano, el exgeneral de Nerón.
- 1192: en Austria, el rey Ricardo I de Inglaterra es capturado y encarcelado por Leopoldo V de Austria en su retorno a las islas británicas después de la Tercera Cruzada.
- 1334: en Roma, el cardenal francés Jacques Fournier (monje cisterciense) es elegido papa como sucesor de Juan XXII y adopta el seudónimo Benedicto XII.
- 1492: en el mar Caribe, los barcos del almirante Cristóbal Colón se alejan de las costas cubanas en su primer viaje.
- 1494: los Reyes Católicos dictan el fuero para Las Palmas, capital del archipiélago canario.
- 1591: en Aragón es ejecutado Juan de Lanuza y Urrea, 51.er Justicia de Aragón, tras su defensa de los Fueros en el contexto de las Alteraciones de Aragón.
- 1592: en Madrid, una Real cédula de Felipe II declara ciudad a la villa de La Habana (capitanía general de Cuba).
- 1603: llega a Chile el español Hernando Talavera Gallegos como teniente gobernador del reino de Chile; después sería "oidor" de la Real Audiencia y más tarde gobernador interino.
- 1795: en la actual República Dominicana, los restos de Cristóbal Colón son retirados de la catedral de Santo Domingo para trasladarlos a La Habana (Capitanía General de Cuba).
- 1803: en una ceremonia celebrada en la ciudad de Nueva Orleans (estado de Luisiana), el Gobierno francés completa la venta de la región de Luisiana al Gobierno estadounidense.
- 1808: en Aragón (España) ―en el marco de la Guerra de Independencia de España contra Francia― comienza el sitio de Zaragoza.
- 1832: en el mar Argentino, el buque de guerra HMS Clio al mando del capitán Onslow (1796-1856) llega a las ruinas de la aldea británica de Puerto Egmont ―de donde el Imperio británico había sido expulsado por el Imperio español― con órdenes de tomar posesión de las islas Malvinas (bajo pacífica posesión de las Provincias Unidas del Río de la Plata, el antecesor jurídico de la República Argentina).
- 1860: la Asamblea de Carolina del Sur declara la South Carolina Declaration of Secession, que disuelve su unión con los Estados Unidos, lo que originará la Guerra de Secesión (1861-1865).
- 1863: en Santiago de Chile se conforma el Cuerpo de Bomberos Voluntarios de Santiago, a raíz del gran incendio en la Iglesia de la Compañía de Jesús, ocurrido el 8 de diciembre del mismo año.
- 1903: en San Bernardo (Chile) se funda la Primera Compañía de Bomberos de San Bernardo, a causa del incendio ocurrido en el templo parroquial de la ciudad.
- 1909: una comisión de expertos rechaza la reivindicación del descubrimiento del polo norte presentada por Frederick Cook.
- 1914: en Nieuwpoort (Bélgica) ―durante la primera batalla de Ypres en la Primera Guerra Mundial (1914-1918)―, el ejército belga dirigido por Hendrik Geeraert abre las compuertas en la desembocadura del río Yser (en el mar del Norte) para inundar las tierras bajas, deteniendo así el avance de los alemanes.
- 1915: en el estrecho de los Dardanelos (Turquía) ―en el marco de la Primera Guerra Mundial (1914-1918)― tras la batalla de Galípoli, las últimas tropas australianas son evacuadas de Galípoli.
- 1917: en Moscú (Unión Soviética) se funda la Cheka, la primera policía secreta soviética.
- 1924: en República de Weimar (actual Alemania), Adolf Hitler sale de la prisión de Landsberg.
- 1928: Hubert Wilkins realiza el primer vuelo sobre la Antártida.
- 1940: en Estados Unidos se publica Captain America Comics #1, que contiene la primera aparición del superhéroe Capitán América.
- 1941: en el marco de la Segunda Guerra Mundial (1939-1945), soldados japoneses desembarcan en Mindanao.
- 1941: en Kunming (China) ―en el marco de la Segunda Guerra Mundial (1939-1945)― se libra la primera batalla de los Tigres Voladores (Grupo de Voluntarios Estadounidenses).
- 1942: En el Raj británico (actual República de la India) ―en el marco de la Segunda Guerra Mundial (1939-1945)― las fuerzas aéreas japonesas bombardean a la población civil de la ciudad de Calcuta.
- 1943: soldados estadounidenses desembarcan en las islas Gilbert.
- 1943: despega desde el campo de aviación RAF Kimbolton (Inglaterra) el bombardero B-17, llamado Ye Olde Pub, de la USAF (United States Air Force) con la misión de bombardear una fábrica de aviones en Bremen (Alemania).
- 1945: en Buenos Aires (Argentina), el secretario de Trabajo Juan Domingo Perón ―que desde 1946 será presidente de la nación― crea el Instituto Nacional de las Remuneraciones, que obliga a las industrias y las empresas privadas de todo el país que paguen el aguinaldo (sueldo anual complementario) a todos los obreros argentinos.
- 1946: en el Globe Theatre (Nueva York) se estrena la obra teatral It’s a wonderful life con críticas mixtas.
- 1946: en Nankaidō (Japón) un terremoto provoca un maremoto que mata al menos a 1000 personas y destruye 36 000 hogares.
- 1948: en la recién formada República de Indonesia ―en el marco de la Revolución Nacional― el ejército neerlandés captura Yogyakarta, la capital temporal de la nación.
- 1951: en la ciudad de Arco (estado de Idaho) la EBR-1 se convierte en la primera central nuclear que genera energía eléctrica (la electricidad alimentó cuatro bombillas).
- 1952: en Moses Lake (estado de Washington) un C-124 de la Fuerza Aérea de Estados Unidos se estrella y se quema, matando a 87 de las 115 personas a bordo.
- 1955: en el Reino Unido, después de un referéndum, el Gobierno británico declara a la ciudad de Cardiff como la capital del país de Gales.
- 1957: la versión de producción inicial del Boeing 707 realiza su primer vuelo.
- 1960: en Madrid, la fundación Juan March adquiere el Cantar de mio Cid (el manuscrito más valioso de la Biblioteca Nacional) en 10 millones de pesetas.
- 1962: en el teatro Lope de Vega (Madrid) se estrena la película La gran familia, dirigida por Fernando Palacios y protagonizada por Alberto Closas y Amparo Soler Leal.
- 1963: en un pozo a 414 metros bajo tierra, en el área U3de del Sitio de pruebas atómicas de Nevada (a unos 100 km al noroeste de la ciudad de Las Vegas), a las 7:24 (hora local) Estados Unidos detona su bomba atómica Tuna, de menos de 20 kilotones. Es la bomba n.º 353 de las 1132 que Estados Unidos detonó entre 1945 y 1992.
- 1966: en un pozo a 1215 metros bajo tierra, en el área U20g del Sitio de pruebas atómicas de Nevada (a unos 100 km al noroeste de la ciudad de Las Vegas), a las 7:30 (hora local) Estados Unidos detona su bomba atómica n.º 491, Greeley, de menos de 870 kilotones.
- 1966: en Morlaix (Francia) los avicultores bretones realizan una huelga.
- 1966: en Londres, el primer ministro Harold Wilson retira todos sus ofrecimientos previos al gobierno de Rodesia y anuncia que solo aceptará la independencia si se crea un Gobierno con mayoría negra.
- 1966: en Bangkok (Tailandia) culminan los V Juegos Asiáticos.
- 1967: en Estados Unidos, un Budd Metroliner del ferrocarril de Pensilvania supera los 249 km/h en su división de Nueva York, el actual Corredor Noreste de Amtrak.
- 1969: en Egipto, Nasser nombra vicepresidente a Anwar el-Sadat.
- 1973: en Madrid (España), un coche bomba colocado por la banda terrorista ETA asesina a tres personas, entre ellas el almirante Luis Carrero Blanco (presidente del Gobierno).
- 1975: en un pozo a 716 metros bajo tierra, en el área U2ek del Sitio de pruebas atómicas de Nevada (a unos 100 km al noroeste de la ciudad de Las Vegas), a las 12:00 (hora local) Estados Unidos detona su bomba atómica Chiberta, de 160 kilotones. Es la bomba n.º 860 de las 1132 que Estados Unidos detonó entre 1945 y 1992.
- 1977: en Buenos Aires (Argentina) la dictadura de Videla ―en el marco de los Vuelos de la Muerte― arroja viva (tras diez días de tortura) desde un avión al Río de la Plata a Azucena Villaflor (53), una de las fundadoras de las Madres de Plaza de Mayo.
- 1983: en El Salvador entra en vigencia la Constitución de la República aprobada por una Asamblea Constituyente.
- 1984: en la localidad de Greeley (estado de Colorado), la niña Jonelle Matthews (12) canta en un recital; un amigo y el padre del amigo la dejan en casa de sus padres a las 20:00 h. Desaparece. Sus restos fueron descubiertos el 23 de julio de 2019, a unos 24 km al sureste de la casa paterna. El asesino fue Steve Pankey, padre de familia y pastor evangélico ―autoproclamado «célibe»― en el templo al que asistía la familia Matthews, y candidato a gobernador del estado de Idaho en 2010, 2014 y 2018.[1]
- 1984: en un pozo a 245 metros bajo tierra, en el área U3Lt del Sitio de pruebas atómicas de Nevada (a unos 100 km al noroeste de la ciudad de Las Vegas), a las 8:20 (hora local) Estados Unidos detona su bomba atómica Minero, de 2,5 kilotones. Es la bomba n.º 1025 de las 1132 que Estados Unidos detonó entre 1945 y 1992.
- 1984: en la Ciudad de México se inaugura el primer tramo de la Línea 7 del metro desde Tacuba a Auditorio.
- 1984: cerca de la ciudad de Todmorden (Inglaterra), en los Peninos, el incendio del Summit Tunnel ―uno de los mayores incendios de túneles de transporte de la historia― arde tras el descarrilamiento de un tren de carga que transportaba más de un millón de litros de gasolina.
- 1987: en el estrecho de Tablas (Filipinas), el ferry de pasajeros Doña Paz choca con el petrolero MT Vector. Mueren 1749 personas registradas en la lista del barco, pero se encontraron los restos de más de 4000. Se trata del peor desastre marítimo en tiempos de paz.
- 1988: en Viena (Austria), representantes de 49 países firman la convención contra el narcotráfico.
- 1989: el ejército de Estados Unidos invade Panamá, con el objetivo de deponer a Manuel Antonio Noriega y establecer como presidente a Guillermo Endara.
- 1989: en un pozo a 197 metros bajo tierra, en el área U3Lp del Sitio de pruebas atómicas de Nevada (a unos 100 km al noroeste de la ciudad de Las Vegas), a las 14:00 (hora local) Estados Unidos detona su bomba atómica Whiteface 1, de menos de 20 kilotones. Simultáneamente, en la superficie, detona la bomba Whiteface 2, también de menos de 20 kt. Son las bombas n.º 1104 y 1105 de las 1132 que Estados Unidos detonó entre 1945 y 1992.
- 1991: en el estado de Misuri (Estados Unidos), un tribunal condena a muerte al militante palestino Zein Isa (58) y a su esposa María por haber asesinado «por honor» a su hija Palestina (16) debido a que se enteraron de que la niña estaba en pareja con un adolescente de piel negra. El asesinato quedó grabado en audio debido a que el FBI microfonea las casas de toda familia sospechosa. El filicida falleció por diabetes en 1997.
- 1991: la ajedrecista húngara Judit Polgar (de solo 15 años) se convierte en la gran maestro de ajedrez más joven de la historia.
- 1992: en el estadio "La Bombonera" (Buenos Aires), después de 11 años sin títulos, Boca Juniors empata 1 a 1 con San Martín de Tucumán y logra un galardón al conseguir el Apertura 1992.
- 1994: en México, Jaime Serra Puche ―secretario de Hacienda y Crédito Público del gobierno del presidente Ernesto Zedillo― devalúa la moneda de 3,50 a 6,50 pesos por dólar. El expresidente Carlos Salinas de Gortari y Zedillo se culpan mutuamente de la mayor crisis económica que México haya tenido. Salinas le llamó el "Error de Diciembre".
- 1995: en Bosnia (península de los Balcanes), la OTAN inicia el infame «mantenimiento de la paz».
- 1995: a 50 km al norte de Cali (Colombia), el vuelo 965 de American Airlines, un Boeing 757, se estrella contra una montaña. De las 163 personas a bordo se salvan solo cuatro pasajeros y un perro.
- 1996: en Estados Unidos se inician las transmisiones del canal infantil y juvenil Nickelodeon Latinoamérica.
- 1999: en Venezuela, el presidente Hugo Chávez promulga la nueva Constitución de Venezuela.
- 1999: Portugal transfiere la ciudad de Macao a la República Popular China.
- 2001: en Argentina, en medio de una gran crisis económica conocida como Crisis de diciembre de 2001 en Argentina y que provocó saqueos e incidentes con decenas de muertos, renunció el presidente Fernando de la Rúa abandonando la Casa Rosada en un helicóptero, dejando una de las imágenes más icónicas del país argentino.
- 2001: el mismo día que el presidente de la República renunciaba, en el barrio Puerto Madero, en Buenos Aires (Argentina), se inauguró el Puente de la Mujer. En 2018 este monumento fue declarado Patrimonio Cultural de la ciudad.
- 2003: en Barcelona (Cataluña), tras 23 años como presidente de la Generalidad de Cataluña, Jordi Pujol cede su cargo a Pasqual Maragall.
- 2004: en el país de Irlanda del Norte (Reino Unido), una banda de ladrones roba 26,5 millones de libras esterlinas de la sede del Northern Bank en la ciudad de Belfast, uno de los mayores robos a bancos en la historia británica.
- 2006: en España sucede un grave accidente de aficionados del Real Club Recreativo de Huelva que iban a ver el encuentro entre su equipo y Real Madrid. Dicha tragedia se llevó la vida de 5 personas.
- 2007: En Londres, la reina Isabel II se convierte en la monarca más longeva de la historia del Reino Unido, superando a la reina Victoria, que vivió 81 años y 243 días.
- 2007: en el Museo de Arte de São Paulo (Brasil), alguien roba dos cuadros: El retrato de Suzanne Bloch (1904), del artista español Pablo Picasso, y O lavrador de café del pintor modernista brasileño Cândido Portinari. Ambos serán recuperados unas semanas después.
- 2011: en España, Mariano Rajoy toma posesión como presidente del Gobierno.
- 2015: en España se celebran elecciones a Cortes Generales.
- 2015: el F. C. Barcelona gana su tercer Mundial de Clubes, 5.º trofeo del año 2015.
- 2015: en México se emite por última vez el programa infantil de Televisa, En Familia con Chabelo, emisión presentada y producida por Xavier López "Chabelo", después de emitirse ininterrumpidamente durante 48 años.[2]
- 2015: en Las Vegas (Estados Unidos) se lleva a cabo el concurso Miss Universo 2015. El presentador del concurso, Steve Harvey, inicialmente anuncia que la ganadora del concurso es la colombiana Ariadna Gutiérrez; después reconoce su error y anuncia que la verdadera ganadora es la filipina Pia Wurtzbach.
- 2016: en la provincia de Antabamba (Perú) por lo menos 12 policías fallecen tras la caída de bus.[3]
- 2016: en el estadio Vicente Calderón, regresa a los terrenos de juego Alessio Cerci, jugador italiano del Atlético de Madrid.
- 2016: en Tultepec (Estado de México) se registran explosiones en el mercado de pirotecnia de San Pablito, dejando un saldo de al menos 42 personas muertas. Es el tercer incidente en dicho lugar.
- 2016: en Puerto Carreño (Colombia) una aeronave de carga Boeing 727 perteneciente a la compañía Aerosucre se estrella a segundos de despegar dejando un saldo de 5 personas muertas y 1 herida.
- 2019: la Fuerza Espacial de los Estados Unidos se convierte en la primera nueva rama de las Fuerzas Armadas de los Estados Unidos desde 1947.

## Nacimientos
- 1494: Oronce Finé, matemático y cartógrafo francés (f. 1555).
- 1496: Joseph ha-Kohen, historiador y médico judío francés (f. 1575).
- 1576: Juan Sarkander, sacerdote y santo moravo (f. 1620).
- 1579: John Fletcher, dramaturgo británico (f. 1625).
- 1629: Pieter de Hooch, pintor neerlandés (f. 1679).
- 1776: José María del Castillo Rada, abogado y político colombiano (f. 1835).
- 1806: Martín Carrera Sabat, político mexicano (f. 1871).
- 1811: Miguel Payá y Rico, obispo español (f. 1891).
- 1834: Carl von Than, químico húngaro (f. 1908).
- 1838: Edwin Abbott Abbott, profesor, escritor y teólogo británico (f. 1926).
- 1841: Ferdinand Buisson, pedagogo francés, premio nobel de la paz en 1927 (f. 1932).
- 1851: Dora Montefiore, sufragista, socialista, poeta, y biógrafa de origen anglo-australiano (f. 1933).
- 1851: Isabel de Borbón, La Chata, hija de la reina Isabel II (f. 1931).
- 1851: Knut Wicksell, economista sueco (f. 1926).
- 1858: Jan Toorop, pintor neerlandés (f. 1928).
- 1859: Domingo Cabred, médico y psiquiatra argentino (f. 1929).
- 1861: Ivana Kobilca, pintora realista eslovena (f. 1926).
- 1865: Elsie de Wolfe, decoradora estadounidense (f. 1950).
- 1868: Arturo Alessandri, abogado, político y presidente chileno (f. 1950).
- 1869: Juan Bautista Pérez, presidente venezolano (f. 1952).
- 1874: Joaquim Sunyer, pintor español (f. 1956).
- 1876: Walter Sydney Adams, astrónomo estadounidense (f. 1956).
- 1876: Cocherito de Bilbao (Cástor Jaureguibeitia), torero español (f. 1928).
- 1876: Antonio Montes Vico, torero español (f. 1907).
- 1886: Julio Gómez García, compositor español de música clásica (f. 1973).
- 1890: Jaroslav Heyrovský, químico checoslovaco, premio nobel de química en 1959 (f. 1967).
- 1894: sir Robert Menzies, primer ministro australiano (f. 1978).
- 1897: Ángel Segundo Médici, futbolista argentino (f. 1971).
- 1898: Irene Dunne, actriz estadounidense (f. 1990).
- 1899: Claudia Lars, poetisa salvadoreña (f. 1974).
- 1899: Martyn Lloyd-Jones, médico y pastor presbiteriano británico (f. 1981).
- 1899: Rubén Martínez Villena, político cubano (f. 1934).
- 1901: Robert J. Van de Graaff, ingeniero y físico estadounidense (f. 1967).
- 1902: Margherita Guarducci, arqueóloga y epigrafista italiana (f. 1999).
- 1903: Domingo Tarasconi, futbolista argentino (f. 1991).
- 1904: Eugenia Ginzburg, escritora rusa (f. 1977).
- 1912: Emilio Saraco, artista argentino (f. 2001).
- 1916: Gonzalo Rojas, poeta chileno (f. 2011).
- 1917: David Bohm, físico estadounidense (f. 1992).
- 1919: Nicolás Urcelay, cantante mexicano (f. 1959).
- 1920: Jesús Vásquez, cantante peruana (f. 2010).
- 1921: George Roy Hill, cineasta estadounidense (f. 2002).
- 1921: María Rosa Gallo, actriz argentina (f. 2004).
- 1925: Oriol Bohigas, arquitecto español (f. 2021).
- 1927: Kim Young-sam, presidente surcoreano (f. 2015).
- 1928: Fátima Ahmed Ibrahim, política y feminista de Sudán (f. 2017).
- 1929: Manuel Losada Villasante, científico español.
- 1929: Don Sunderlage, baloncestista estadounidense (f. 1961).
- 1930: Nicollás Pipo Mancera, presentador de televisión argentino (f. 2011).
- 1930: Mario Trucco, periodista, locutor radial y escritor argentino (f. 2023).
- 1933: Rik Van Looy, ciclista belga.
- 1935: Valerio Lazarov, realizador y productor de televisión español de origen rumano (f. 2009).
- 1939: Kathryn Joosten, actriz estadounidense (f. 2012).
- 1942: María Rosa Fugazot, actriz argentina.
- 1942: Bob Hayes, atleta estadounidense (f. 2002).
- 1942: Jean-Claude Trichet, presidente del Banco Central Europeo entre 2003 y 2011.
- 1944: Bobby Colomby, músico estadounidense, de la banda Blood, Sweat & Tears.
- 1945: Peter Criss, baterista estadounidense, de la banda Kiss.
- 1946: Dick Wolf, productor estadounidense.
- 1946: Aristóbulo Istúriz, profesor y político venezolano (f. 2021).
- 1947: Pascual Chávez, sacerdote mexicano.
- 1947: Gigliola Cinquetti, cantante italiana.
- 1948: Abdulrazak Gurnah, novelista tanzano, premio nobel de literatura en 2021.
- 1948: Alan Parsons, productor, compositor e ingeniero de sonido británico.
- 1948: Mohamed Bouissef Rekab, escritor marroquí en lengua española.
- 1949: Macaria, actriz mexicana.
- 1949: Soumaïla Cissé, político maliense (f. 2020).
- 1950: Arturo Márquez, compositor mexicano.
- 1954: Michael Badalucco, actor estadounidense.
- 1957: Billy Bragg, cantautor británico.
- 1957: Anna Vissi, cantante greco-chipriota.
- 1958: Eva Lyberten, actriz española (f. 2024).
- 1959: Trent Tucker, baloncestista estadounidense.
- 1960: Kim Ki-duk, cineasta surcoreano (f. 2020).
- 1961: Freddie Spencer, piloto de motociclismo estadounidense.
- 1962: Darío Siviski, exfutbolista y entrenador argentino.
- 1963: Elena de Borbón y Grecia, aristócrata («infanta de España») española, hija del rey Juan Carlos I.
- 1963: Iosef Kleiner, rabino, psicólogo, actor e intelectual israelí de origen argentino.
- 1964: Clara Rojas, política colombiana.
- 1965: Amparo Conde, actriz, presentadora y profesora de teatro colombiana.
- 1966: Chris Robinson, cantante estadounidense, de la banda The Black Crowes.
- 1966: Claudio Orrego Larraín, abogado chileno.
- 1966: Matt Neal, piloto británico de automovilismo.
- 1966: Paul Ritter, actor británico (f. 2021).
- 1967: Eugenia Cauduro, actriz y modelo mexicana.
- 1968: Eduardo Sánchez, cineasta estadounidense de origen cubano.
- 1968: Karl Wendlinger, piloto austriaco de Fórmula 1.
- 1969: Adrián Caetano, cineasta uruguayo.
- 1969: Mauricio Vélez, actor, comediante, presentador y cantante colombiano.
- 1969: Bobby Phills, baloncestista estadounidense (f. 2000).
- 1969: Maby Wells, conductora de televisión argentina.
- 1970: Todd Phillips, cineasta estadounidense.
- 1973: Connie Ansaldi, periodista de espectáculos argentina.
- 1973: Lorena Paola, actriz y conductora de televisión argentina.
- 1973: Nicolás Pauls, actor y músico argentino.
- 1973: El Monaguillo, humorista y presentador español.
- 1974: María Julia Oliván, periodista argentina.
- 1974: Esperanza Pedreño, actriz española.
- 1975: Bartosz Bosacki, futbolista polaco.
- 1975: Ignacio Escolar, periodista y bloguero español.
- 1976: Adam Powell, diseñador de juegos y empresario británico.
- 1978: Hazem Ali, luchador profesional estadounidense.
- 1978: Adrián Bastía, futbolista argentino.
- 1978: Geremi Njitap, futbolista camerunés.
- 1978: Waleed al-Shehri, terrorista saudí que participó en los atentados del 11 de septiembre (f. 2001).
- 1979: Aldo López-Gavilán, pianista y compositor cubano.

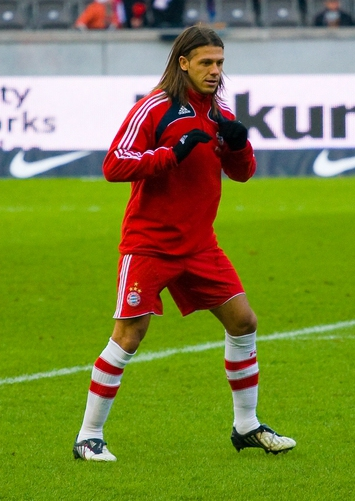
Martín Demichelis

- 1980: Ashley Cole, futbolista británico.
- 1980: Martín Demichelis, futbolista argentino retirado y actual entrenador.
- 1981: Marek Matějovský, futbolista checo.
- 1981: Julien Benneteau, tenista francés.
- 1982: David Cook, cantante estadounidense.
- 1982: Emme, actriz y cantante argentina.
- 1982: David Wright, beisbolista estadounidense.

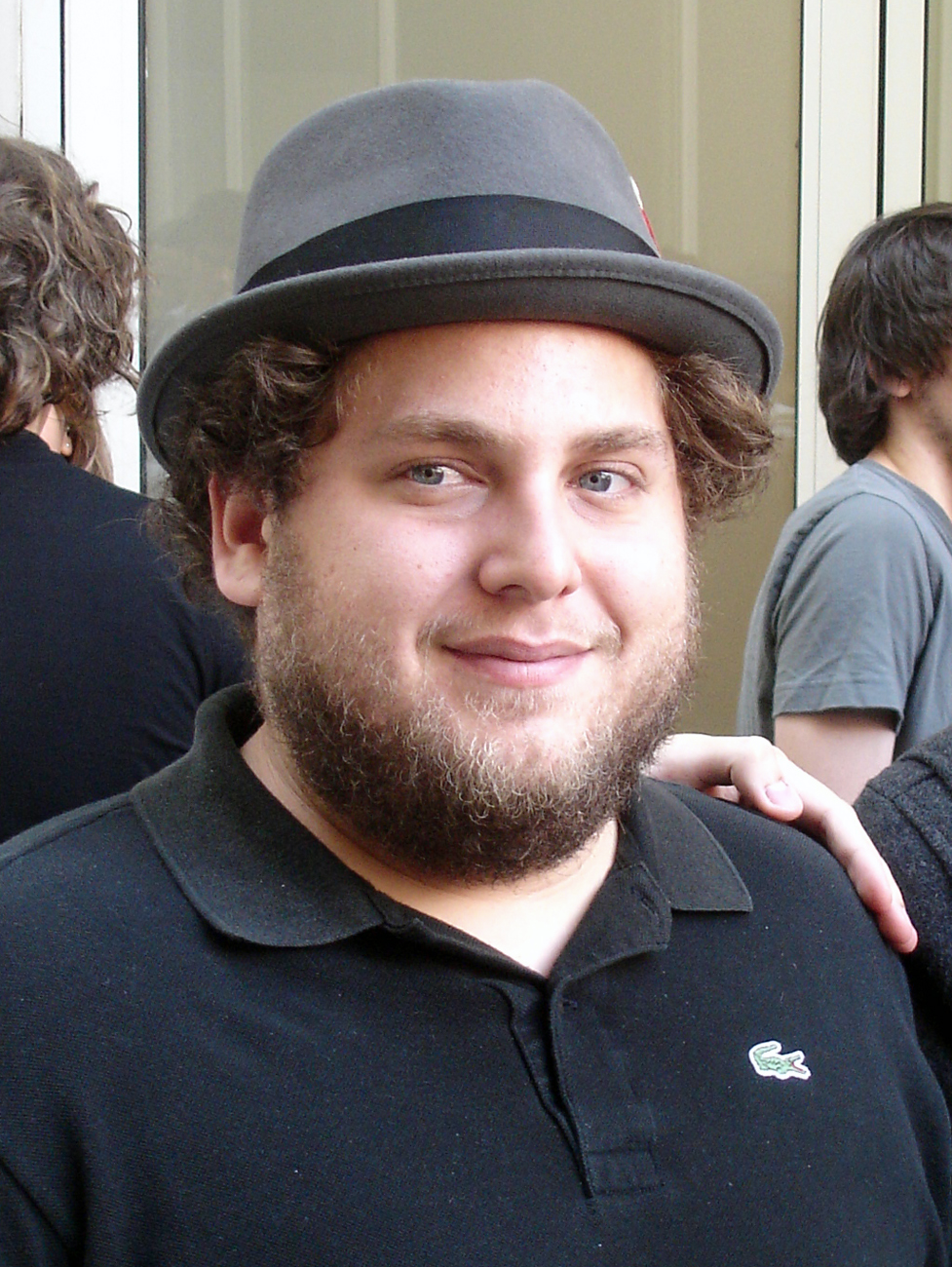
Jonah Hill

- 1983: Jonah Hill, actor estadounidense.
- 1983: Lucy Pinder, modelo y actriz británica.
- 1983: Lara Stone, modelo neerlandesa.
- 1983: Ognjen Vukojević, futbolista croata.
- 1984: Bob Morley, actor australiano.
- 1987: Taliana Vargas, actriz y modelo colombiana.

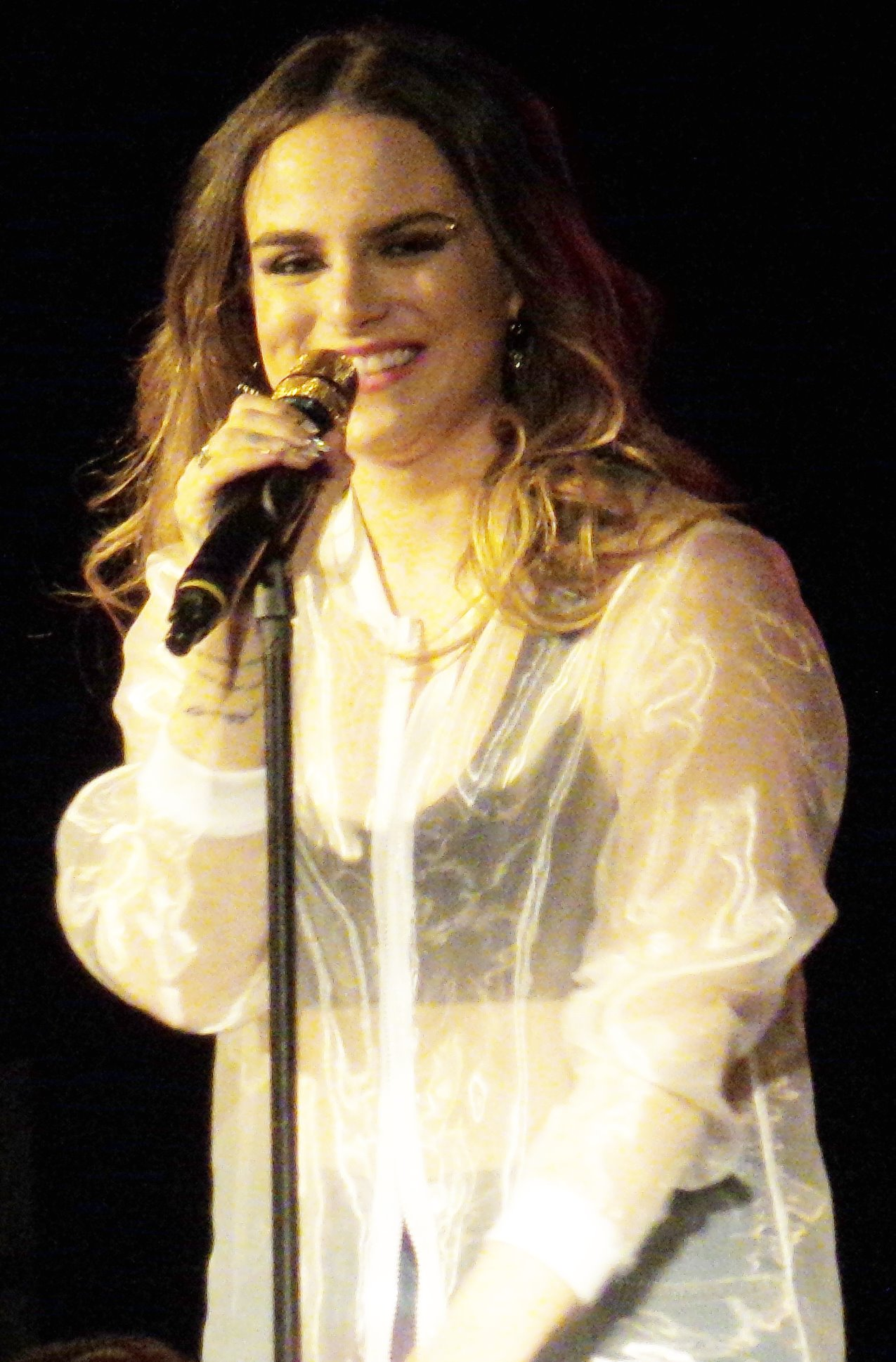
JoJo

- 1990: Jojo, actriz y cantante estadounidense.
- 1990: Putochinomaricón (Chenta Tsai Tseng), cantante, músico, arquitecto, artista multimedia y activista taiwanés expatriado en España.
- 1990: Marta Xargay, jugadora de baloncesto de la selección española.
- 1990: Robert Whittaker, luchador de artes marciales mixtas australiano.
- 1991: Jorge Luiz Frello, futbolista ítalo-brasilero.
- 1994: Hussain Al-Qahtani, futbolista saudí.
- 1995: Feliks Zemdegs, velocista (speedcuber) australiano del cubo de Rubik.
- 1997: Paul Akouokou, futbolista marfileño.
- 1997: Stan Dewulf, ciclista belga.
- 1997: Hilde Jager, judoca neerlandesa.
- 1997: Suzuka Nakamoto, modelo, actriz, bailarina y cantante japonesa.

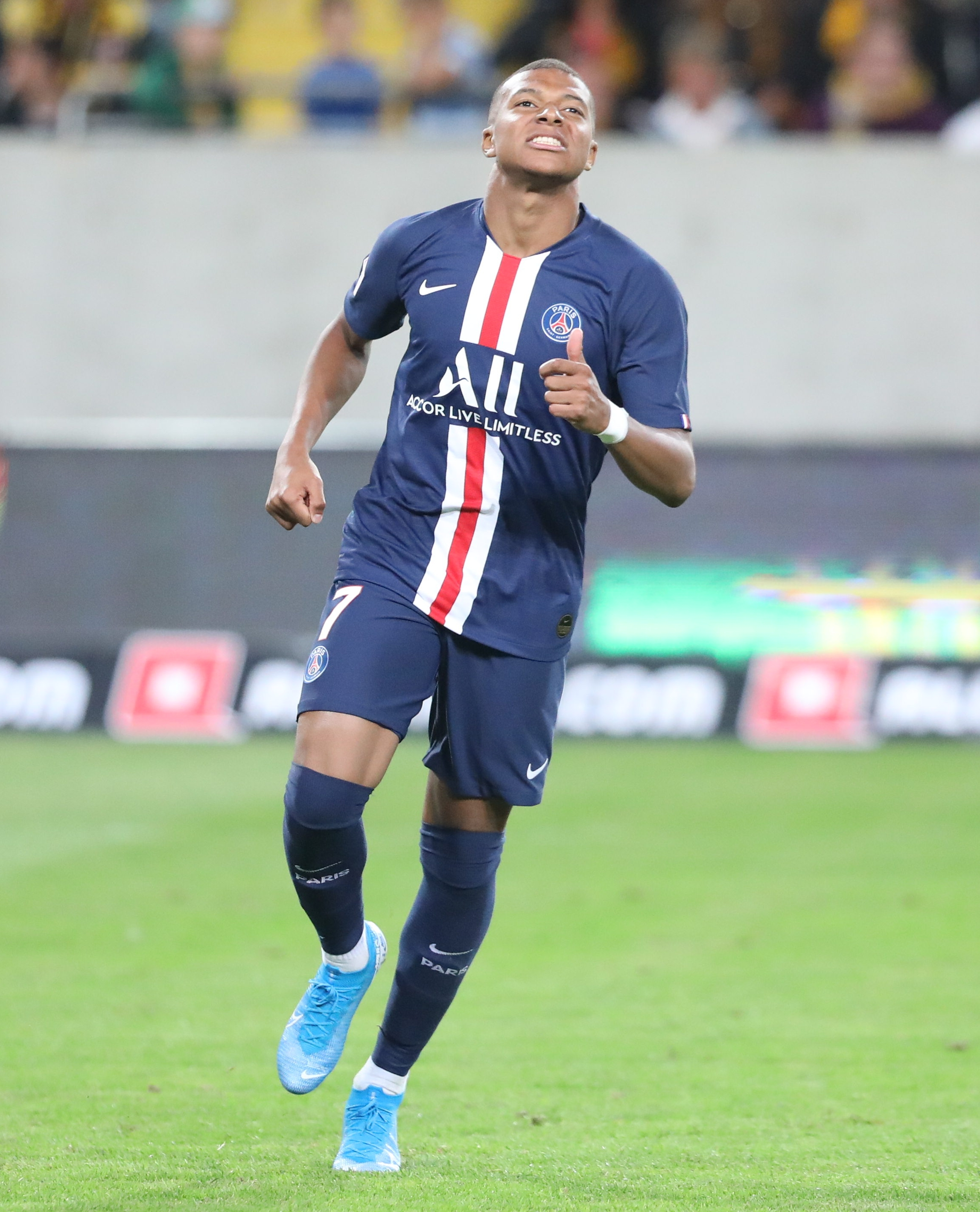
Kylian Mbappé

- 1998: Rick van Drongelen, futbolista neerlandés.
- 1998: Kylian Mbappé, futbolista francés.
- 1998: Mohammad Mohebi, futbolista iraní.
- 1999: Aníbal Calderón, futbolista chileno.
- 1999: Niamh Slattery, gimnasta de trampolín neerlandesa.
- 2001: Facundo Pellistri, futbolista uruguayo.

## Fallecimientos
- 69: Vitelio, emperador romano en 69 (n. 15).
- 217: Ceferino, papa católico italiano (n. siglo II).
- 401: Anastasio I, papa de la Iglesia católica entre 399 y 401 (n. ¿?).
- 639: Chintila, rey visigodo en España; de muerte natural (n. siglo VI).
- 860: Ethebaldo, rey de Wessex (n. 834).
- 910: Alfonso III, rey asturiano (n. c. 848).
- 1073: Santo Domingo de Silos, religioso español (n. 1000).
- 1295: Margarita de Provenza, aristócrata francesa (n. 1221).
- 1355: Esteban Uroš IV Dušan, rey serbio (n. c. 1308).
- 1552: Catalina de Bora, esposa de Martín Lutero (n. 1499).
- 1590: Ambroise Paré, cirujano francés (n. 1510).
- 1591: Juan de Lanuza y Urrea, político aragonés, 51.º justicia de Aragón (n. 1564).
- 1679: Juan Mauricio, aristócrata de Nassau (n. 1604).
- 1722: Kangxi, emperador chino (n. 1654).
- 1783: Antonio Soler, compositor español (n. 1729).
- 1812: Sacajawea, exploradora nativa americana (n. 1788).
- 1849: Dionisio Aguado y García, músico español (n. 1784).
- 1892: Eduarda Mansilla, escritora argentina (n. 1834).
- 1911: Joan Maragall, poeta español (n. 1860).
- 1916: Henry Wallis, pintor británico (n. 1830).
- 1917: Lucien Petit-Breton, ciclista franco-argentino (n. 1882).
- 1924: Ricardo Bellver, escultor español (n. 1845).
- 1927: Michael Georg Conrad, escritor alemán (n. 1846).
- 1928: Manuel Azueta, marino mexicano (n. 1862).
- 1929: Émile Loubet, presidente francés (n. 1838).
- 1937: Erich Ludendorff, militar alemán (n. 1865).
- 1952: Francisco Serrat y Bonastre, diplomático español (n. 1871).
- 1954: James Hilton, escritor británico (n. 1900).
- 1956: Ramón Carrillo, médico y político argentino (n. 1906).
- 1959: Antonia Maymón, militante anarquista y feminista española (n. 1881).
- 1967: Arturo Capdevila, intelectual argentino (n. 1889).
- 1968: Max Brod, escritor checo (n. 1884).
- 1968: John Steinbeck, novelista estadounidense, premio nobel de literatura en 1962 (n. 1902).
- 1971: Jorge Prat, político chileno (n. 1918).
- 1971: Roy O. Disney, empresario y cofundador de The Walt Disney Productions (The Walt Disney Company) (n. 1893).
- 1972: Jay Allen, periodista estadounidense (n. 1900).
- 1973: Luis Carrero Blanco, presidente español (n. 1904).
- 1973: Bobby Darin, cantante estadounidense (n. 1936).
- 1977: Azucena Villaflor, ciudadana argentina, fundadora de las Madres de Plaza de Mayo; asesinada (n. 1924).
- 1982: Arthur Rubinstein, pianista polaco-estadounidense (n. 1887).
- 1983: Bill Brandt, fotógrafo británico (n. 1904).
- 1984: Dmitri Ustínov, militar soviético (n. 1908).
- 1989: Kurt Böhme, bajista alemán (n. 1908).
- 1993: William Edwards Deming, estadístico, profesor y escritor estadounidense (n. 1900).
- 1996: Osvaldo Lira, sacerdote y filósofo chileno (n. 1904).
- 1996: Carl Sagan, astrónomo, presentador de televisión y divulgador científico estadounidense (n. 1934).
- 1998: Alan Lloyd Hodgkin, físico británico, premio nobel de física en 1963 (n. 1914).
- 2001: Léopold Sédar Senghor, escritor y primer presidente senegalés (n. 1906).
- 2002: Eftim III (Selçuk Erenerol), tercer patriarca de la Iglesia ortodoxa turca (n. 1926).
- 2002: Tomás Polanco Alcántara, escritor y político venezolano (n. 1927).
- 2002: José Suárez Carreño, poeta, narrador y dramaturgo español (n. 1915).
- 2003: Eusebio García Luengo, escritor español (n. 1909).
- 2007: Jeanne Carmen, actriz y modelo estadounidense (n. 1930).
- 2007: Lydia Mendoza, cantante y guitarrista estadounidense (n. 1916).
- 2007: José Luis Pécker, periodista y locutor de radio español (n. 1927).
- 2008: Robert Mulligan, cineasta estadounidense (n. 1925).
- 2008: Manuel Quindimil, político argentino (n. 1923).
- 2009: Brittany Murphy, actriz estadounidense (n. 1977).
- 2009: Tedy Villalba, productor de cine español (n. 1935).
- 2011: Robert Ader, psiquiatra y académico estadounidense (n. 1932).
- 2011: Hana Andronikova, escritora checa (n. 1967).
- 2011: Iván Heyn, economista y político argentino (n. 1977).
- 2011: Tushar Ranganath, cineasta indio (n. 1974).
- 2011: Yoshimitsu Morita, cineasta japonés (n. 1950).
- 2013: Nelly Omar, cantante argentina (n. 1911).
- 2014: Alberto Valdiri, actor colombiano (n. 1959).
- 2017: Rosa Brítez, alfarera paraguaya (n. 1941).
- 2020: Inés Moreno, actriz argentina de teatro (n. 1932).
- 2020: Florencio Olvera Ochoa, obispo mexicano (n. 1936).
- 2020: Chad Stuart, cantante británico (n. 1941).
- 2022: José Kaor Dokú, futbolista colombiano (n. 1924).
- 2023: Torben Ulrich,  tenista danés (n. 1928).

## Celebraciones
- Día Internacional de la Solidaridad Humana. Para celebrar la unidad en la diversidad, sensibilizar a las personas sobre la importancia de la solidaridad y fomentar el debate sobre las maneras de promoverla.

- Día Mundial del Escepticismo. También conocido como Día Contra el Avance de las Pseudociencias, es una fecha para reivindicar el escepticismo, el pensamiento crítico y la razón. El escepticismo es una doctrina que consiste en afirmar que la verdad no existe, o que, si existe, el ser humano es incapaz de conocerla. Se le rinde homenaje al reconocido investigador Carl Sagan, fallecido esta fecha de 1996, que fue el divulgador del escepticismo filosófico, una doctrina que hasta ahora se ha mantenido vigente.

- Día Mundial de la Sangría. Bebida conocida y consumida en todo el mundo, que se prepara con agua, vino, azúcar y frutas, sin embargo se le pueden añadir otros ingredientes como gaseosa, algún licor, canela, limón y otros ingredientes al gusto de cada persona.

- Día Internacional de la Camisa Arrugada.[4]Celebración que tiene un propósito ecológico y busca concienciar sobre el consumo energético y el impacto ambiental del planchado de ropa. La idea es promover el no uso de la plancha por un día, lo que se traduce en un ahorro de energía y una menor huella de carbono.

 Por países
(Por orden alfabético)
- Argentina: 
  - Día del Hincha Argentino.[5]
El 20 de diciembre de 2022, una marea de hinchas de casi seis millones de personas,[6]se hizo presente en el conurbano bonaerense y la Ciudad de Buenos Aires para recibir a los campeones de fútbol del Mundial de Catar. Fecha propuesta por la Asociación del Fútbol Argentino (AFA), busca rendir homenaje a la pasión y el apoyo incondicional de los hinchas argentinos.
  -  Chaco:
    -  Día del Escudo de la Provincia del Chaco.[7]Se recuerda como fecha de aprobación del escudo de la Provincia del Chaco. En este día de 1957, el exgobernador de la provincia, Coronel Miguel Ángel Mascaró, por Decreto N°1006, aprueba el proyecto presentado por el señor Carlos López Piacentini.

- Estados Unidos:
  - Día de los Juegos.
(en inglés: Games Day).
  - Día de Cantar Villancicos.

- España:
  -  Aragón: 
    - Día del Justicia y de los Derechos y Libertades de Aragón.[8]Se conmemora la ejecución del Justicia de Aragón, Juan de Lanuza V, en 1591 por orden de Felipe II, un hecho que simboliza la lucha por los derechos y libertades aragonesas.

### Santoral católico

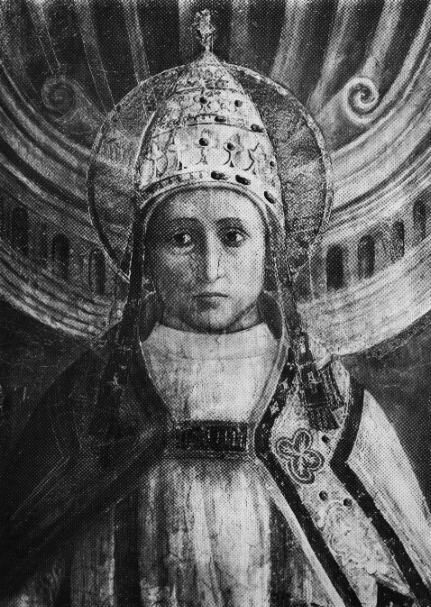
San Ceferino.

- San Ceferino, papa (217).[9](imagen ilustrativa).[10]
- San Liberal de Roma, mártir.
- San Filogonio de Antioquía, obispo (324).[10]
- San Ursicino de Jura, eremita (c. 620).[11][10]
- San Domingo de Silos, abad (1073).[12]
- San Amón.[10]
- San Báyulo.[10]
- San Eugenio, sacerdote y mártir.[10]
- San Filogonio.[10]
- Santa Ilduara.[10]
- Santa Ingenes.[10]
- San Julio, mártir.[10]
- San Liberado.[10]
- San Macario, sacerdote y mártir.[10]
- San Teófilo, soldado y mártir.[10]
- San Tolomeo.[10]
- San Zenón, soldado y mártir.[10]
- Santo Vicente Romano, presbítero (1831).[10]
- Beato Miguel Piaszczynski, presbítero y mártir (1940).[10]